# Щайн
Вижте пояснителната страница за други значения на Щайн.
Щайн (на немски: Stein, на франкски: Schdah) е град при Нюрнберг в Бавария, Германия с 13 828 жители (към 31 декември 2016).
Щайн е споменат за пръв път в документ през 1296 г. През 1761 г. тук се основава Фабер-Кастел, най-голямото предприятие в света за моливи.